# Uplift-Modell
Uplift-Modell, auch bekannt als incremental model, true lift model oder net model (englisch), ist eine Methode zur Modellierung von Verhaltensweisen (englisch predictive modelling), das die zusätzlichen Auswirkungen einer Behandlung (wie z. B. einer Direktmarketingaktion) auf ein individuelles Verhalten vorhersagt.

## Anwendung
Das Uplift-Modell wird im Kundenbeziehungsmanagement (Customer Relationship Management) für Up-Selling, Querverkauf (Cross-Selling) und als Modell zur Kundenbindung angewendet. Es wurde auch in der personalisierten Medizin eingesetzt. Das Uplift-Modell verwendet eine zufällige Kontrollgruppe nicht nur zur Messung der Effektivität einer Marketingaktion, sondern um vorherzusagen welche Änderung im Verhalten einer Zielperson (genauer: Zielgruppe) erzeugt werden kann. Die Zielvariable ist dabei zumeist binär (z. B. der Besuch einer Webseite) oder kontinuierlich (z. B. das Umsatzverhalten des Kunden). Das Uplift-Modell ist eine neue Data-Mining-Technik, die überwiegend in den Bereichen Finanzdienstleistung, Telekommunikation und im Handel für Direktmarketing für Up-Selling, Querverkauf, Kundenabwanderung und -bindung angewendet wird.

## Messung von Uplift
Der Uplift einer Marketingkampagne ist in der Regel als Differenz der Reaktionen zwischen einer selektierten Gruppe und einer zufälligen Kontrollgruppe definiert. Dies ermöglicht dem Marketingteam, die Auswirkung einer einzelnen Marketingaktion isoliert zu betrachten und die Wirksamkeit derselben zu messen. Marketingteams können Budgets so besser für eine erfolgssteigernde Wirkung ihrer Marketingkampagnen, also einem Ergebnis, welches höher als dasjenige in der Kontrollgruppe ist, einsetzen. Die unten aufgezeigte Tabelle beinhaltet die Details einer hypothetischen Marketingkampagne. Es werden die Anzahl der Rückmeldungen und die kalkulierte Rückmeldungsrate aufgezeigt. Für diese Kampagne wird ein Uplift von 5 Prozentpunkten in der Rückmeldungsrate erreicht, das heißt, es wurden 50.000 mehr Rückmeldungen durch die Marketingkampagne erreicht.
| Gruppen           | Anzahl der Kunden | Rückmeldungen | Rückmeldungsrate |
| ----------------- | ----------------- | ------------- | ---------------- |
| Behandelte Gruppe | 1.000.000         | 100.000       | 10 %             |
| Kontrollgruppe    | 1.000.000         | 50.000        | 5 %              |

## Traditionelles Modell für Rückmeldungen
Im traditionellen Modell für Rückmeldungen werden in der Regel selektierte Kunden ausgewählt und versucht ein voraussagendes Modell zu erstellen, das die besten Rückmelder von Nichtrückmeldern über eine Anzahl von Techniken zum Vorhersagemodell (predictive modelling) separiert. Typischerweise werden Entscheidungsbäume oder Regressionsanalysen genutzt. Dabei werden nur die selektierten Kunden zur Bildung des Modells benutzt.

## Uplift-Modell
Im Gegensatz hierzu bezieht das Uplift-Modell selektierte Kunden und Kontrollkunden ein, um ein Modell zur Vorhersage zu erstellen, welches sich auf die zusätzlichen Rückmeldungen fokussiert. Um diesen Modelltyp zu verstehen, wird eine grundlegende Segmentierung vorgeschlagen, welche Kunden in folgende Gruppen unterteilen (deren Namen sich an die Bezeichnungen: Persuadables, Sure Things, Lost Causes, Do Not Disturbs or Sleeping Dogs von N. Radcliffe anlehnen ):
- Die Zugänglichen: Kunden, die sich nur rückmelden, wenn sie über eine Marketingaktion angesprochen werden.
- Die Sicheren: Kunden die sich rückmelden, egal ob sie angesprochen werden oder nicht.
- Die Resistenten: Kunden, die sich nie rückmelden, auch wenn sie angesprochen werden.
- Die Stillen: Kunden, die sich wahrscheinlich nicht rückmelden wenn sie angesprochen werden oder sogar eine negative Rückmeldung geben (z. B. einen geplanten Kauf unterlassen)

Das einzige Segment, das zusätzliche Rückmeldungen erbringt, sind die Zugänglichen. Das Uplift-Modell unterstützt eine Bewertungstechnik, welche Kunden in die oben beschriebenen Gruppierungen unterteilen kann. Traditionelle Modelle für Rückmeldungen beziehen sich meistens auf die Sicheren und die Zugänglichen, da diese Modelle diese beiden Gruppen nicht voneinander unterscheiden können. Ebenso wenig können traditionelle Modelle zwischen Resistenten und Stillen unterscheiden.

## Return on Investment
Das Uplift-Modell erlaubt es, sich ausschließlich auf zusätzliche Rückmeldungen zu konzentrieren und vermag damit sehr gute Renditen (englisch Return on Investment) für herkömmliche verkaufsfördernde Maßnahmen und Kundenbindungsaktivitäten hervorzubringen. Beispielsweise wenn nur die Zugänglichen in eine Outbound-Marketing-Kampagne eingebunden werden, können die übergreifenden Kontaktkosten sowie die Rendite pro Kunde dramatisch verbessert werden.

## Reduzierung von negativen Auswirkungen
Eine der effektivsten Nutzungen des Uplift-Modells ist die Vermeidung von negativen Auswirkungen bei Kundenbindungskampagnen. In der Telekommunikationsbranche und Finanzdienstleistung werden Kunden oft in Kundenbindungskampagnen animiert, ihren Vertrag oder Versicherungsvertrag zu verlängern. Das Uplift-Modell gestattet es, diejenigen Kunden, die voraussichtlich nicht gekündigt hätten, die Stillen, aus den Kampagnen herauszunehmen. Somit werden diese nicht mehr kontaktiert und damit nicht zu einer Aktion (z. B. einem Wechsel des Anbieters) animiert.

## Anwendung für A/B und multivariate Tests
Es ist selten der Fall, dass es eine einfache selektierte Gruppe und eine Kontrollgruppe gibt. Oft ist die Auswahl eine Vielfalt aus Variationen von Nachrichten oder mehrdimensionalen Kontaktstrategien, die als einfache Behandlung klassifiziert werden. Über A/B- oder multivariate Tests kann das Uplift-Modell dabei helfen zu verstehen, ob die Variationen in Tests einen signifikanten Uplift-Vergleich zu anderen Zielkriterien, wie Verhaltensindikatoren oder demografischen Indikatoren, erwirken.

## Historie des Uplift-Modells
Der erste Ansatz für ein wahres Responsemodell ist auf Radcliffe und Surry zurückzuführen. Victor Lo veröffentlichte auch Inhalte dazu wie auch Radcliffe, der dies noch mit einem nützlichen FAQ-Bereich auf seiner Website unterstützte. Ähnliche Ansätze werden in der personalisierten Medizin beschrieben. In aktuellen Benchmarkstudien wird ferner die Leistungsfähigkeit zahlreicher Uplift-Modelle unter Nutzung großer Datensätze wissenschaftlich untersucht. Eine detaillierte Darstellung von Uplift-Modellen, deren Historie, ihrer Erstellung und den Unterschieden zur klassischen Modellierung, sowie sinnvolle Evaluationstechniken, nebst Vergleichen verschiedener Softwarelösungen und einer ökonomischen Darstellung diverser Wirkszenarien findet sich hier.

## Notizen und Referenzen
1. 1 2  Floris Devriendt, Darie Moldovan, Wouter Verbeke: A Literature Survey and Experimental Evaluation of the State-of-the-Art in Uplift Modeling: A Stepping Stone Toward the Development of Prescriptive Analytics. Band 6, Nr. 1, 2018, S. 13–41, doi:10.1089/big.2017.0104.
2. ↑  Robin M. Gubela, Stefan Lessmann, Szymon Jaroszewicz: Response transformation and profit decomposition for revenue uplift modeling. Band 283, Nr. 2, 2020, S. 647–661, doi:10.1016/j.ejor.2019.11.030.
3. ↑   N. Radcliffe (2007). „Identifying who can be saved and who will be driven away by retention activity“. Stochastic Solution Limited
4. ↑  N. J. Radcliffe & P. D. Surry. „Differential response analysis: Modeling true response by isolating the effect of a single action.“ Proceedings of Credit Scoring and Credit Control VI. Credit Research Centre, University of Edinburgh Management School (1999)
5. ↑  Lo, V. S. Y. (2002). „The true lift model“. ACM SIGKDD Explorations Newsletter.   Vol. 4 No. 2, 78–86. 1
6. ↑  Radcliffe, N. J. (2007). „Using Control Groups to Target on Predicted Lift: Building and Assessing Uplift Models“, Direct Marketing Analytics Journal, Direct Marketing Association.
7. ↑  The Scientific Marketer FAQ on Uplift Modelling
8. ↑  Cai, T., Tian, L., Wong, P. H., Wei, L. J. (2009). „Analysis of Randomized Comparative Clinical Trial Data for Personalized Treatment Selections“. Harvard University Biostatistics Working Paper Series, Paper 97.
9. ↑  Robin M. Gubela, Artem Bequé, Stefan Lessmann, Fabian Gebert: Conversion Uplift in E-Commerce: A Systematic Benchmark of Modeling Strategies. Band 18, Nr. 03, 2019, S. 747–791, doi:10.1142/S0219622019500172.
10. ↑   R. Michel, I. Schnakenburg, T. von Martens (2019). „Targeting Uplift“. Springer, ISBN 978-3-030-22625-1